# Phylica plumosa
Phylica plumosa är en brakvedsväxtart som beskrevs av Carl von Linné. Phylica plumosa ingår i släktet Phylica och familjen brakvedsväxter.

## Underarter
Arten delas in i följande underarter:
- P. p. horizontalis
- P. p. squarrosa